# Stephanie af Belgien
Stephanie af Belgien (Stéphanie Clotilde Louise Herminie Marie Charlotte; 21. maj 1864 - 23. august 1945) var datter af kong Leopold 2. af Belgien og dennes hustru Marie Henriette af Østrig. Gennem sit ægteskab med tronarvingen Rudolf af Østrig, blev hun kronprinsesse af Østrig-Ungarn.

## Biografi
Stephanie blev født på slottet i Laeken lidt udenfor Bruxelles i Belgien. Hun var tredje barn i et køligt ægteskab, hvor faren havde en del elskerinder og også fik børn med nogle af disse.
I 1880 blev den østrigske tronarving, Rudolf, inviteret til det belgiske hof og han fik hurtig interesse for den knap 16-årige Stephanie. Efter få dage blev parret forlovet og Stephanie blev sendt til Wien for at lære at begå sig ved det østrigske hof. Det viste sig hurtigt, at den unge pige slet ikke var introduceret i ægteskabets følger og hun blev sendt tilbage til Belgien. Forlovelsen holdt dog og den 10. maj 1881 blev parret gift i Augustinerkirche i Wien. 
Ægteskabet begyndte lykkeligt og parret fik da også et barn:
1. Elisabeth Marie af Østrig (2. september 1883 - 16. marts 1963) – gift 1902 med Otto Weriand von Windisch-Grätz. Skilt 1948. Gift anden gang 1948 med Leopold Petznek

Efter fødslen drev parret fra hinanden og Rudolf skulle angiveligt have smittet Stephanie med en kønssygdom, som gjorde yderligere graviditeter umulig og parret begyndte at tale om skilsmisse. 
Stephanie indledte fra 1887 et forhold til en polsk greve, som hun ikke gjorde meget for at holde hemmelig. Samtidig havde Rudolf et forhold til den unge baronesse Maria von Vetsera og den 30. januar 1889 blev de to fundet døde på slottet Mayerling, sandsynligvis efter et selvmord.
Den 22. marts 1900 blev Stephanie gift for anden gang med den ungarske greve Elemér Lónyay af Nagy-Lónya (24. august 1863 - 20. juli 1946) på slottet Miramare. Stephanies far ville ikke godkende ægteskabet, da greven var lav-adelig og Stephanie blev også frataget sine østrigske titler. Dog fik datteren, Elisabeth Marie, lov til at beholde sin. I 1917 blev greven imidlertid ophøjet til fyrste af den østrigske kejser, Karl 1.

## Titler
- Prinsesse Stephanie af Belgien, prinsesse af Sachsen-Coburg og Gotha, hertuginde af Sachsen (1864-1881)
- Kronprinsesse Stephanie af Østrig, Ungarn og Bøhmen (1881-1889)
- Enkekronprinsesse Stephanie af Østrig, ærkehertuginde af Østrig (1889-1900)
- Grevinde Stephanie af Nagy-Lónya (1900-1917)
- Fyrstinde Stephanie af Nagy-Lónya (1917-1945)